# The Sins of Thy Beloved
The Sins of Thy Beloved war eine norwegische Gothic-Metal-Band.

## Geschichte
Die Band wurde im November 1996 von Glenn Morten Nordbø, Arild Christensen und Stig Johansen ursprünglich unter dem Namen Purgatory gegründet. Im Frühjahr 1997 nahm die um Anita Augland und Ola Aarrestad erweiterte Band ihr erstes Demo auf. Nachdem Anders Thue und Ingfrid Stensland die Band weiter verstärkt hatten, wurde ein Jahr später das zweite Demo Silent Pain aufgenommen.
1998 erschien das erste Album Lake of Sorrow über Napalm Records. Pete Johansen, der bereits auf Silent Pain Violine gespielt hatte, wurde nun offizielles Bandmitglied. Das zweite Album Perpetual Desolation wurde im Jahr 2000 aufgenommen und ebenfalls von Napalm Records veröffentlicht. Auf der folgenden Tour entschieden sich Anita Auglend, Anders Thue und Ingfrid Stensland, die Band zu verlassen. Im Jahr 2001 wurde ein Konzertmitschnitt auf CD und VHS veröffentlicht.
Seit 2001 erschienen keine weiteren Veröffentlichungen der Band. Pete Johansen hat seitdem Violine auf einigen Alben von Tristania gespielt.

## Stil
The Sins of Thy Beloved werden wegen ihrer typischen „The Beauty and the Beast“-Kombination von Sopran und hartem männlichen Gesang oft mit Bands wie Tristania und Theatre of Tragedy verglichen. Die Liveaufnahmen sind deutlich roher als die Studioalben.

## Diskografie
- 1997: Demo
- 1998: Silent Pain (Demo)
- 1998: Lake of Sorrow
- 2000: Perpetual Desolation
- 2001: Live

### VHS
- 2001: Perpetual Desolation Live